# Diktatur des Proletariats
Diktatur des Proletariats ist ein zur Mitte des 19. Jahrhunderts aufkommender Begriff, der die politische Herrschaft der bis dahin noch nicht im Staat repräsentierten Gesellschaftsgruppen, speziell der Arbeiterklasse, umschreibt. Der Begriff wurde durch die Rezeption des Werkes von Karl Marx und Friedrich Engels geprägt. Unumstritten ist, dass sie unter der Diktatur des Proletariats die Herrschaft der Arbeiterklasse als der Mehrheit über die Minderheit der enteigneten Kapitalisten verstanden, die den Übergang von einer bürgerlichen Klassengesellschaft zur klassenlosen Gesellschaft vollziehen sollte (den Annahmen von Marx und Engels zufolge würden die proletarischen Revolutionen zuerst in hochindustrialisierten Ländern auftreten). Die Frage, wie dies geschehen solle, war dagegen, auch angesichts des historischen Sprachgebrauchs, der noch nicht zwangsläufig die Bedeutung von „Gewaltherrschaft“ voraussetzte, Gegenstand andauernder Kontroversen. Der Begriff der „Diktatur des Proletariats“ wird in den Schriften von Marx nicht oft und zudem unscharf verwendet. In der Rezeption der Theorien von Marx und Engels hat der Begriff aber eine herausragende Stellung.
Georgi Plechanow nahm den Begriff der Diktatur des Proletariats gegen Ende des 19. Jahrhunderts in das Programm der Sozialdemokratischen Arbeiterpartei Russlands auf. In der daraus entstehenden Kommunistischen Partei Russlands spielte der Begriff nach den Aprilthesen 1917 eine bedeutende Rolle. Im Zeitraum nach der Oktoberrevolution und während der Bedingungen des Bürgerkrieges in der Russischen Sozialistischen Föderativen Sowjetrepublik (siehe Kriegskommunismus) wurde Wladimir Iljitsch Lenins Vorstellung einer Diktatur des Proletariats prinzipiell zu verwirklichen versucht. Nach 1925 in seiner Bedeutung immer mehr uminterpretiert, wurde der Begriff in den stalinistisch geprägten Ostblockstaaten nach dem Zweiten Weltkrieg neben der wohl ansprechenderen Bezeichnung „sozialistische Demokratie“ kaum noch verwendet.
In den 1970er Jahren distanzierten sich eurokommunistische Parteien von der Parole der Diktatur des Proletariats, auch um sich von den realsozialistischen Staaten abzugrenzen. Die eurokommunistische Programmatik verwarf das Revolutionsmodell zugunsten der Perspektive auf Überwindung des Kapitalismus innerhalb der parlamentarischen Demokratie.
Fälschlicherweise wurde der Begriff des Öfteren auch Louis-Auguste Blanqui zugerechnet, in seinen Schriften findet er jedoch keine Erwähnung. Das Konzept einer Diktatur des Proletariats war jedoch für blanquistische Strömungen von zentraler Bedeutung.

## Zum Begriff „Diktatur des Proletariats“

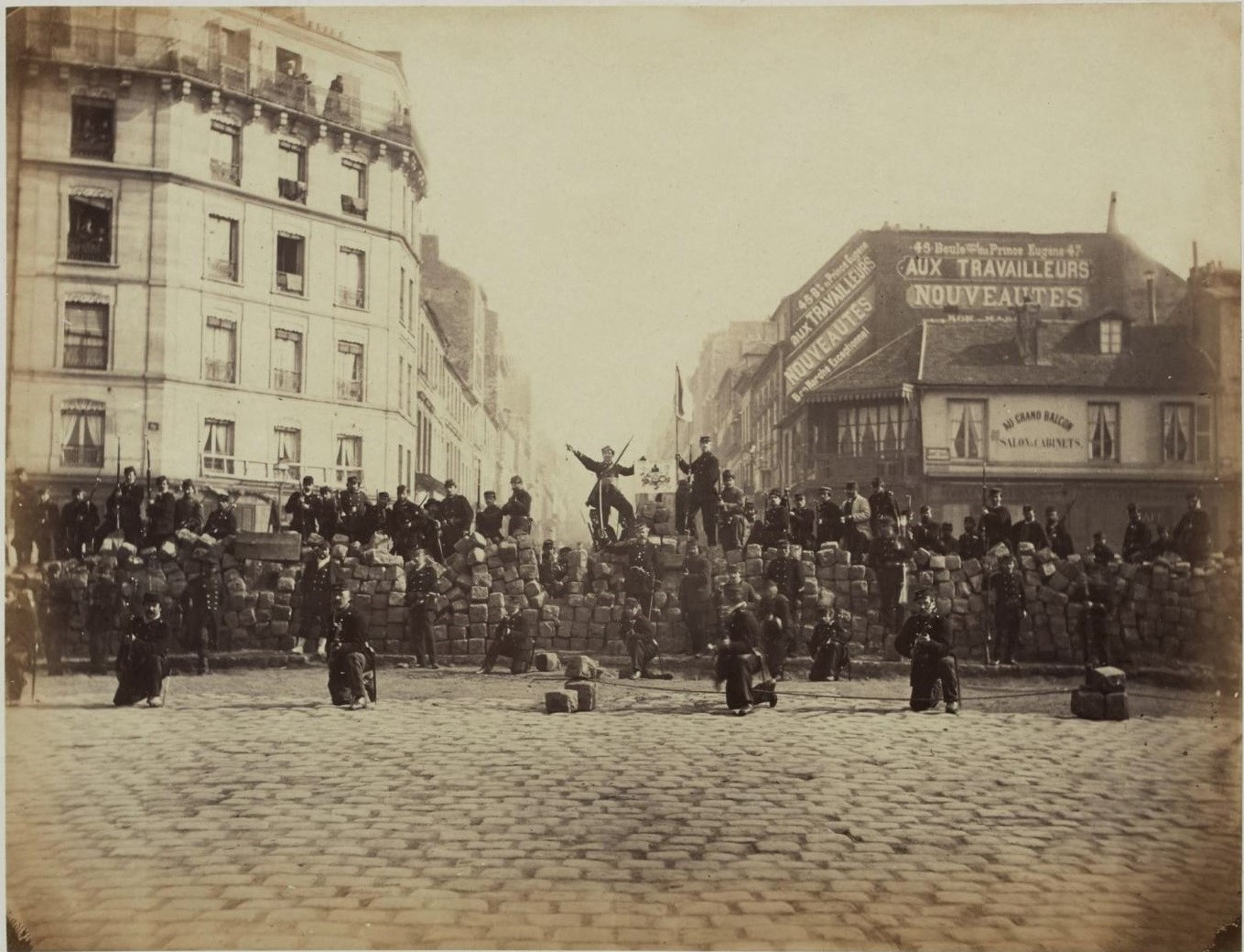
Barrikade zur Zeit der Pariser Kommune, 18. März 1871

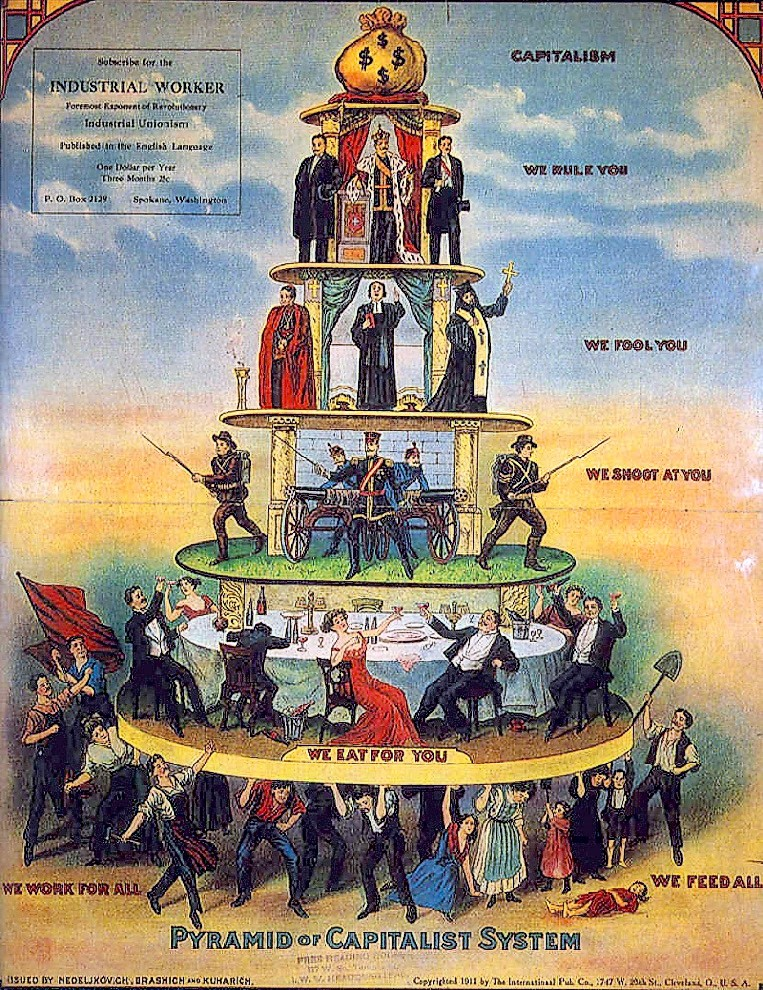
Karl Marx: „Das Proletariat, die unterste Schicht der jetzigen Gesellschaft, kann sich nicht erheben, nicht aufrichten, ohne daß der ganze Überbau der Schichten, die die offizielle Gesellschaft bilden, in die Luft gesprengt wird.“ (Bild 1911)

Während der Begriff des Proletariats eine ziemlich einheitliche Nutzung erfuhr, muss der Begriff der Diktatur näher betrachtet werden, um die unterschiedlichen Verständnisse einer Diktatur des Proletariats nachvollziehen zu können.

### Proletariat
Das Proletariat (ursprünglich nicht-marxistisch von lat. proletarius „der untersten Volksschicht angehörend“) bezeichnet die mit der Entwicklung des Kapitalismus und der Industrialisierung entstandene neue Klasse von Lohnabhängigen in den aufkommenden Manufakturen und Fabriken. Marx definiert den Proletarier als doppelt freien Lohnarbeiter: Frei von Leibeigenschaft, also im Besitz seiner selbst und „frei“ von Produktionsmitteln, die ihm ein Überleben durch Arbeit sichern könnten. Marx schildert die Entstehung dieses doppelt freien Lohnarbeiters in Das Kapital am Beispiel Englands, wo einerseits Bauern das Land weggenommen wurde, um Schafsweiden für die neuen Woll-Manufakturen und Fabriken zu schaffen. Andererseits waren Handwerker und Weber durch die effektiveren Maschinen nicht mehr konkurrenzfähig und wurden durch eine Gesetzgebung gegen den Vagabundismus zur Arbeit in den Fabriken gezwungen. Nach Karl Marx ist somit das Proletariat diejenige gesellschaftliche Klasse, die innerhalb einer kapitalistischen Gesellschaft ihre Arbeitskraft in Form der Lohnarbeit veräußern muss, um zu überleben.

### Diktatur

#### Kurze Begriffsgeschichte
Der Begriff „Diktatur“ kam erstmals in Zusammenhang mit der Römischen Republik (500–27 v. Chr.) auf, in der die Möglichkeit bestand, dass die Konsuln zeitlich begrenzt einen Diktator ernannten, dem alle Ämter unterstanden. Dementsprechend wurde der Begriff lange Zeit genutzt, um einen Ausnahmezustand politischer Gewalt zu beschreiben. Eine Analogie zum Kriegsrecht besteht, da beide Formen einer Krisenregierung innerhalb des institutionellen Systems darstellen. Aus dieser Begriffsherkunft bildete sich auch das heutige Verständnis des Begriffes der Diktatur. Heute bezeichnet der Begriff der Diktatur die Herrschaft durch einen einzelnen Diktator, eine politische Partei, eine Minderheit oder Gruppe von Menschen, die sich die Macht über ein Volk aneignet, sie monopolisiert und ohne Einschränkungen ausübt, im Gegensatz zur Demokratie, in der die Herrschaft vom Volk ausgeht.

#### Begriffsnutzung um das 19. Jahrhundert

„Die Freiheit führt das Volk“ (1830); Die bürgerlichen Revolutionen und demokratische Bestrebungen wurden von Gegnern oftmals mit dem Begriff der „Diktatur“ verbunden.

Während der Französischen Revolution 1789 bis 1799 wurde die konstitutionelle und legislative Versammlung – der Nationalkonvent – von Gegnern ebenso als Diktatur bezeichnet wie das Britische Parlament oder die Pariser Kommune von 1871. Im 19. Jahrhundert war in reaktionären Kreisen der Begriff der Diktatur für nach heutigem Verständnis eher demokratische Regierungsformen durchaus üblich. Das Wort Diktatur hatte noch nicht seine heutige Bedeutung und kann nicht mit Begriffen wie Despotismus, Tyrannis, Absolutismus oder Autokratie gleichgesetzt werden, es war ebenso noch kein Gegenbegriff zur Demokratie. Ideengeschichtlich lässt sich eine negative Nutzung des Begriffs der Demokratie als Tyrannei der Vielen bis zu den Staatstheorien Platons oder Aristoteles zurückführen, wobei hervorzuheben ist, dass diese den Begriff Demokratie anders nutzten als heute gebräuchlich ist. Die bürgerlichen Revolutionen 1848 waren in reaktionären Kreisen eine „Tyrannei der Demokratie“ oder „Tyrannei der Massen“. So stellte der spanische Diplomat, Politiker und Staatsphilosoph Juan Donoso Cortés (1809–1853), der heute als politischer Vordenker moderner Diktaturen gilt, noch um diese Zeit bezüglich des englischen Parlaments fest: „Wer, meine Herren, hat je eine monströsere Diktatur gesehen?“

#### Verbindung zur frühen politischen Linken
Die Verbindung des Begriffs Diktatur mit der politisch linken Seite lässt sich erstmals auf François Noël Babeuf (1760–1797) und seine Gemeinschaft der Gleichen zurückführen. Zu einer Zeit, wo auch erstmals der Begriff der politischen Linken aufkam. Die Ansätze der Gemeinschaft machte Babeufs Weggefährte Filippo Buonarroti (1761–1837) etwa 30 Jahre nach dessen Tod wieder publik. Die revolutionäre Regierung, in Form einer Diktatur einer kleinen revolutionären Gruppe, sollte die Massen zur Demokratie erziehen. Dieses Konzept wurde für die Blanquisten der 1830er und 1840er Jahre bestimmend. So hielt Blanqui (1805–1881) beispielsweise fest: „Daß Frankreich vor bewaffneten Arbeitern strotzt, ist der Beginn des Sozialismus.“ Wilhelm Weitling (1808–1871) trat für eine Personendiktatur ein, ein „Messias“ würde die proletarische Revolution anführen. Ganz anders hingegen ist die Verwendung der Begrifflichkeit der Diktatur auch bei dem Anarchisten Bakunin (1814–1876) mit seinem Konzept einer innerhalb der Anarchie von Geheimgesellschaften ausgeübten „geheimen“ oder „unsichtbaren Diktatur“ zu finden.

#### Begriff zur Zeit der bürgerlichen 1848er-Revolutionen

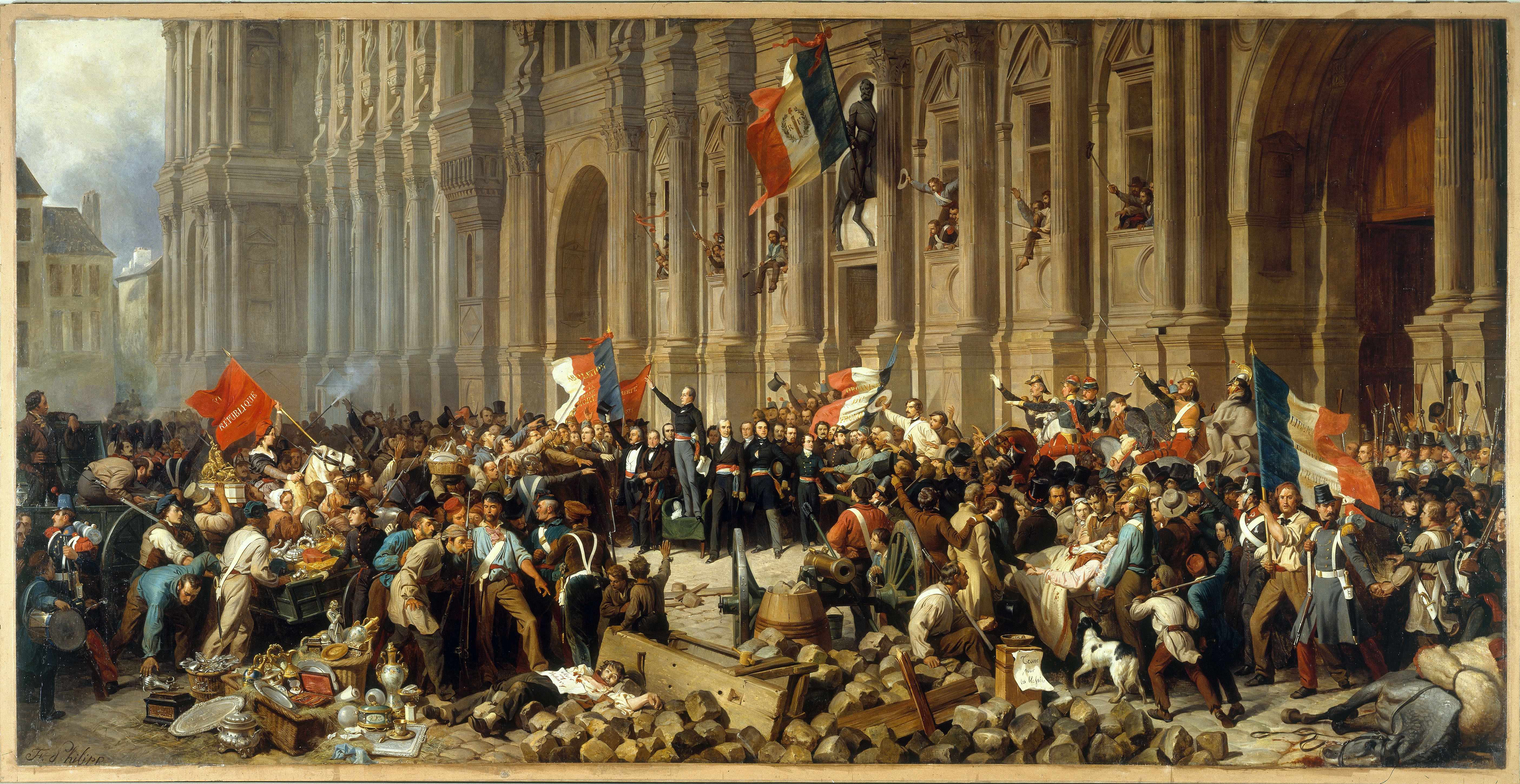
Ist jede Revolution mit einem diktatorischen Moment verbunden? – Die Februarrevolution 1848 in Frankreich.

Auch für die revolutionären bürgerlichen und gemäßigten linken Kräfte wie Louis Blanc (1811–1882) war die Durchsetzung der Demokratie mit einem diktatorischen Moment verbunden, muss doch jedes fundamental neue Herrschaftssystem die Gesetze des alten Herrschaftssystems außer Kraft setzen und neue erschaffen. Friedrich Engels (1820–1895) hielt im selben Zusammenhang fest: „Das Recht auf Revolution ist ja überhaupt das einzige wirklich ‚historische Recht‘, das einzige, worauf alle modernen Staaten ohne Ausnahme beruhen.“ So sprach auch Karl Marx (1818–1883) von einer Diktatur, als er in der Neuen Rheinischen Zeitung für einen härteren Kurs der bürgerlichen Kräfte Preußens gegen die alten absolutistisch-feudalistischen Verhältnisse und für Demokratie eintrat: „Jeder provisorische Staatszustand nach einer Revolution erfordert eine Diktatur, und zwar eine energische Diktatur. Wir haben es Camphausen [Anm. preußischer Ministerpräsident in der Revolutionszeit von März bis Juli 1848] von Anfang an vorgeworfen, daß er nicht diktatorisch auftrat, daß er die Überbleibsel der alten Institutionen nicht sogleich zerschlug und entfernte.“ Lorenz von Stein (1815–1890), der einen eigenständigen, antirevolutionären Standpunkt formulierte, entwickelte einen theoretischen Ansatz, der sich mit dem Klassenkampf und dem Begriff der Diktatur auseinandersetzte.

### Nutzung des Schlagwortes „Diktatur des Proletariats“
Die Nutzung des Begriffes der Diktatur und der Diktatur des Proletariats bei Marx und Engels, die unter zweiteren die Herrschaft der Arbeiterklasse verstanden, ist ausführlich dokumentiert. In den 1870er Jahren wurde der Begriff der Diktatur des Proletariats in der blanquistischen Strömung der Internationalen Arbeiterassoziation (IAA) als politisches Konzept aufgenommen, diese hatte jedoch keine einflussreiche Stellung innerhalb der Arbeiterbewegung. Nach Friedrich Engels’ Tod im Jahr 1895 wurde erstmals geschichtswirksam das Konzept einer proletarischen Diktatur in der marxistisch orientierten deutschen Sozialdemokratie diskutiert, beispielhaft von Kautsky (1854–1938), Bernstein (1850–1932) oder Luxemburg (1871–1919). Plechanow (1856–1918) und vor allem Lenin (1870–1924) prägten den Begriff Diktatur des Proletariats gemeinsam mit den gesellschaftlichen Umwälzungen im kaiserlichen Russland zu Beginn des 20. Jahrhunderts. Er wurde in das Parteiprogramm der russischen Kommunisten aufgenommen und sollte beginnend mit den russischen Revolutionen 1905 und 1917 bis zur Auflösung der Sowjetunion 1991 ein bedeutender Begriff sein, sowohl auf Seiten der Unterstützer wie Gegner des politischen Systems, wobei er demgemäß in ganz unterschiedlicher Weise genutzt wurde.

## Bedeutung im Marxismus

### Theorie bei Marx und Engels

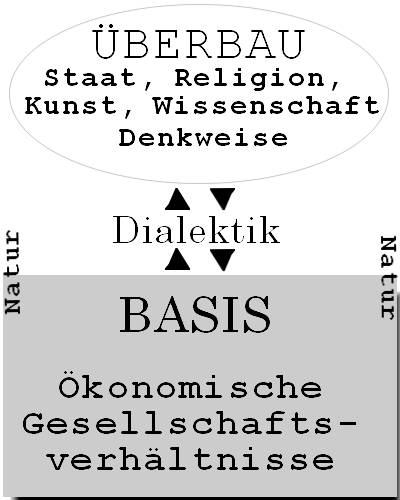
Die Begriffe Basis und Überbau spiegeln die Wechselwirkung zwischen den wirtschaftlichen Verhältnissen und allen anderen Verhältnissen einer Gesellschaft wider.

Auch wenn es keine Theorie einer Diktatur des Proletariats im ursprünglichen Marxismus von Karl Marx und Friedrich Engels gibt, lässt sich der Begriff in einen theoretischen Kontext einbinden. Alle bisherigen Gesellschaftsformen seit der Auflösung der urkommunistischen Gemeinwesen gelten als Klassenherrschaft einer Minderheit, in deren Verfügungsgewalt sich die Produktionsmittel der Gesellschaft befinden, über eine ökonomisch abhängige und unterdrückte Mehrheit, also gewissermaßen als Diktatur. Der Staatsapparat wird als Machtinstrument der wirtschaftlich herrschenden Klasse verstanden, der das ausbeuterische Herrschaftsverhältnis zwischen den Klassen durch seine staatlichen Einrichtungen erhält (siehe Basis und Überbau). So wird im Kommunistischen Manifest von 1848 „die politische Gewalt im eigentlichen Sinn“ als die „organisierte Gewalt einer Klasse zur Unterdrückung einer anderen“ verstanden, und der Staat, wie Friedrich Engels 1891 festhielt, als nichts anderes „als eine Maschine zur Unterdrückung einer Klasse durch eine andere“. Die bürgerliche Gesellschaft mit ihrer kapitalistischen Produktion wird in diesem Sinne zum Beispiel in der Schrift Die Klassenkämpfe in Frankreich 1848–1850 als „Diktatur der Bourgeoisie“ mit – abhängig von ihren Organisationsformen – variierenden Proportionen der politischen und ökonomischen Repression charakterisiert. Die „Diktatur des Proletariats“ oder „Herrschaft der Arbeiterklasse“ bildet nach Marx „nur den Übergang zur Aufhebung aller Klassen und zur klassenlosen Gesellschaft“, in der Herrschaftsverhältnisse überflüssig werden.

„Dieser Sozialismus ist die Permanenzerklärung der Revolution, die Klassendiktatur des Proletariats als notwendiger Durchgangspunkt zur Abschaffung der Klassenunterschiede überhaupt, zur Abschaffung sämtlicher Produktionsverhältnisse, worauf sie beruhen, zur Abschaffung sämtlicher gesellschaftlicher Beziehungen, die diesen Produktionsverhältnissen entsprechen, zur Umwälzung sämtlicher Ideen, die aus diesen gesellschaftlichen Beziehungen hervorgehen.“

Der Staat, nach Marx eine „abscheuliche Maschine der Klassenherrschaft“, „wird nicht abgeschafft, er stirbt ab“. Marx begründet dies mit der konkreten gesellschaftlichen Entwicklung der Länder Westeuropas. Die Bourgeoisie hat nach Marx „in ihrer kaum hundertjährigen Klassenherrschaft massenhaftere und kolossalere Produktionskräfte geschaffen als alle vergangenen Generationen zusammen“. „Der moderne Arbeiter dagegen, statt sich mit dem Fortschritt der Industrie zu heben, sinkt immer tiefer unter die Bedingungen seiner eigenen Klasse herab. Der Arbeiter wird zum Pauper, und der Pauperismus entwickelt sich noch schneller als Bevölkerung und Reichtum.“ Die nach Marx immanenten Gesetze der kapitalistischen Produktion führen zu einer Expropriation der unmittelbaren Produzenten (Arbeiter) von den Produktionsmitteln und zu einer Zentralisation derselben in der Hand von vergleichsweise wenigen Kapitalisten. „Die Zentralisation der Produktionsmittel und die Vergesellschaftung der Arbeit [Anm.: Arbeitsteilung] erreichen [jedoch] einen Punkt, wo sie unverträglich werden mit ihrer kapitalistischen Hülle.“ „Was jetzt zu expropriieren, ist nicht länger der selbstwirtschaftende Arbeiter, sondern der viele Arbeiter exploitierende Kapitalist.“ Während „alle früheren Klassen, die sich die Herrschaft eroberten, … ihre schon erworbene Lebensstellung zu sichern versuchten, indem sie die ganze Gesellschaft den Bedingungen ihres Erwerbs unterwarfen“, können die Proletarier „sich die gesellschaftlichen Produktivkräfte nur erobern, indem sie ihre eigene bisherige Aneignungsweise und damit die ganze bisherige Aneignungsweise abschaffen.“ Das Privateigentum wird aufgehoben, individuelles (Gemein-)Eigentum „auf Grundlage der Errungenschaft der kapitalistischen Ära“, „der Kooperation und des Gemeinbesitzes der Erde und der durch die Arbeit selbst produzierten Produktionsmittel“, entsteht. „Mit der Abschaffung der Klassenunterschiede [verschwindet] von selbst alle aus ihnen entspringende soziale und politische Ungleichheit,“ daher auch der Staat als Mittel der Klassenherrschaft.

„In einer höheren Phase der kommunistischen Gesellschaft, nachdem die knechtende Unterordnung der Individuen unter die Teilung der Arbeit, damit auch der Gegensatz geistiger und körperlicher Arbeit verschwunden ist; nachdem die Arbeit nicht nur Mittel zum Leben, sondern selbst das erste Lebensbedürfnis geworden; nachdem mit der allseitigen Entwicklung der Individuen auch ihre Produktivkräfte gewachsen und alle Springquellen des genossenschaftlichen Reichtums voller fließen – erst dann kann der enge bürgerliche Rechtshorizont ganz überschritten werden und die Gesellschaft auf ihre Fahne schreiben: Jeder nach seinen Fähigkeiten, jedem nach seinen Bedürfnissen!“

### Begriffsentwicklung bei Marx und Engels

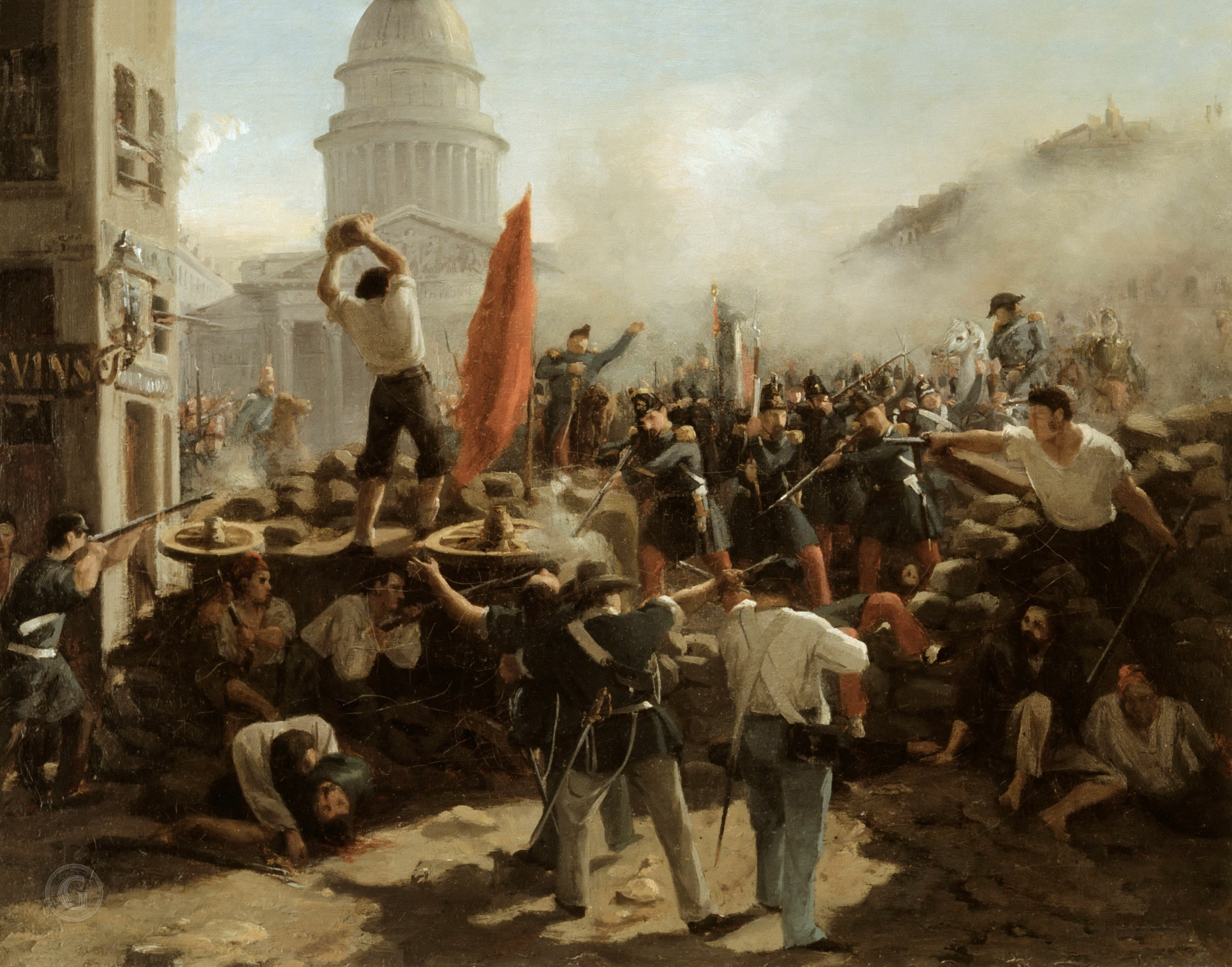
Barrikadenkampf in der Rue Soufflot, Paris, 25. Juni 1848 (Juniaufstand)

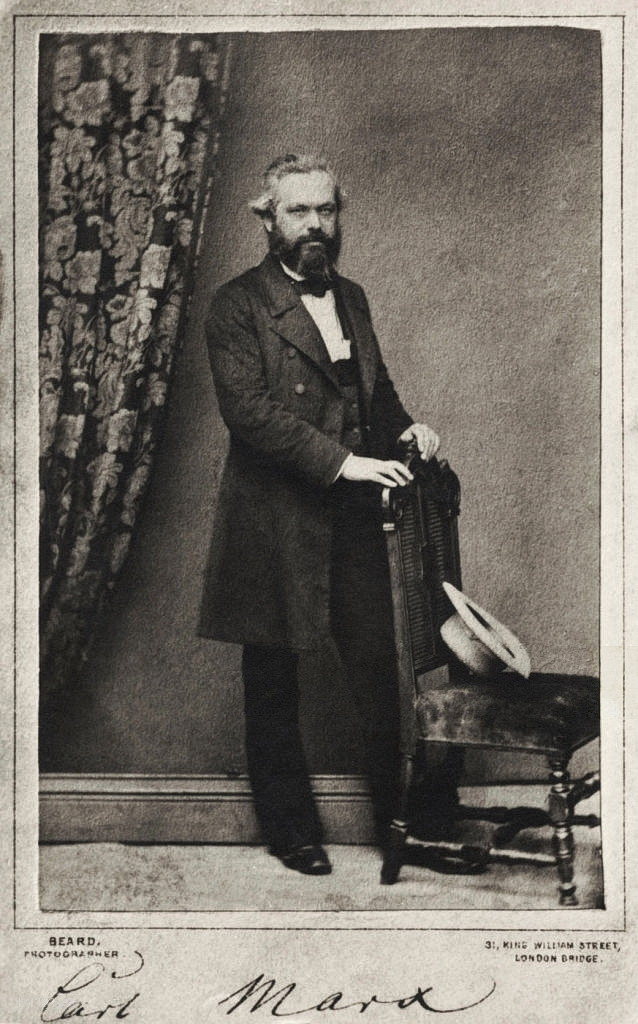
Karl Marx

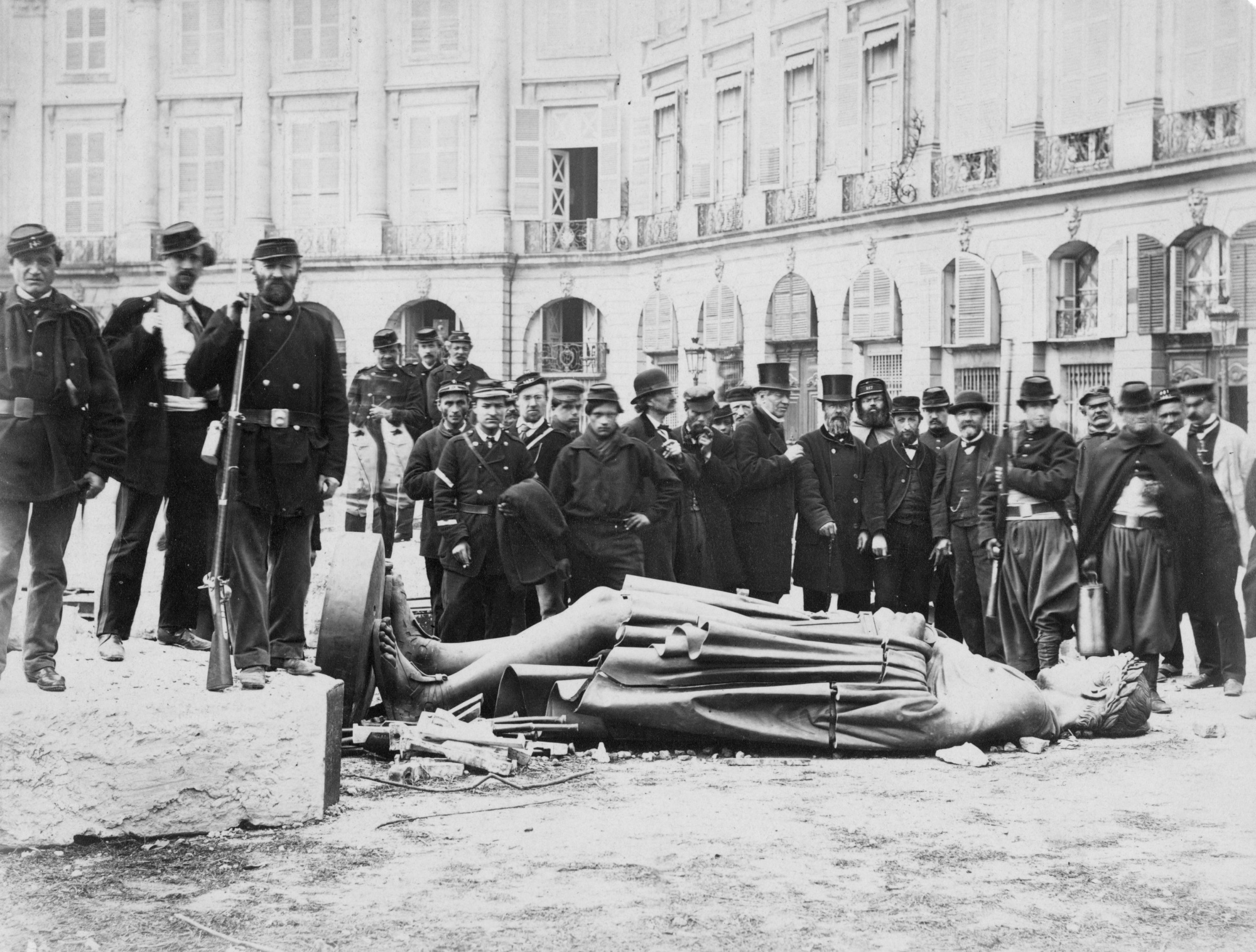
Die Reste der Vendôme-Säule, die als Symbol der Herrschaft Napoleons von den Kommunarden gestürzt wurde, Pariser Kommune 1871

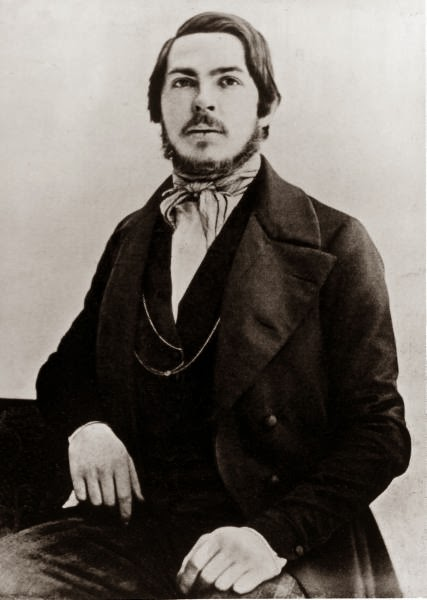
Friedrich Engels

#### Von den Anfängen bis zu den 1848er Revolutionen
Karl Marx und Friedrich Engels entwickelten während ihrer Schaffenszeit ihre Vorstellung von der Emanzipation des Menschen durch die Aufhebung der herrschenden Klassengesellschaft in eine herrschaftsfreie klassenlose Gesellschaft weiter. Um 1844 kam Marx erstmals zur Überzeugung, dass für eine Umwandlung der Gesellschaft in eine klassenlose, das Proletariat die politische, beziehungsweise staatliche Macht übernehmen müsse. So schrieb er noch 1875 in einem der bekanntesten marxschen Zitate um den Begriff der „Diktatur des Proletariats“: „Zwischen der kapitalistischen und der kommunistischen Gesellschaft liegt die Periode der revolutionären Umwandlung der einen in die andre. Der entspricht auch eine politische Übergangsperiode, deren Staat nichts andres sein kann als die revolutionäre Diktatur des Proletariats.“ Im Gegensatz zu allen bisherigen gesellschaftlichen Bewegungen, die „Bewegungen von Minoritäten“ waren oder im „Interesse von Minoritäten“ stattfanden, ist die „proletarische Bewegung […] die selbständige Bewegung der ungeheuren Mehrzahl im Interesse der ungeheuren Mehrzahl.“ Die „Herrschaft des Proletariats“ war für Marx und Engels das Ziel jeder echten Arbeiterbewegung, wie im Kommunistischen Manifest von 1848 festgehalten wird: „Der nächste Zweck der Kommunisten ist derselbe wie der aller übrigen proletarischen Parteien: Bildung des Proletariats zur Klasse, Sturz der Bourgeoisherrschaft, Eroberung der politischen Macht durch das Proletariat.“ Dieselbe Auffassung vertrat Engels noch 25 Jahre später: „Da jede politische Partei darauf ausgeht, die Herrschaft im Staat zu erobern, so strebt die deutsche Sozialdemokratische Arbeiterpartei notwendig ihre Herrschaft, die Herrschaft der Arbeiterklasse, also eine „Klassenherrschaft“ an. Übrigens hat jede wirkliche proletarische Partei, von den englischen Chartisten an, immer die Klassenpolitik, die Organisation des Proletariats als selbständige politische Partei, als erste Bedingung, und die Diktatur des Proletariats als nächstes Ziel des Kampfes hingestellt.“

#### Die Pariser Kommune und die Spaltung der Internationalen Arbeiterassoziation
Während im Kommunistischen Manifest noch konkrete „revolutionäre Maßregeln“ ausgerufen werden, äußern Marx und Engels 25 Jahre später in einem Vorwort zur deutschen Wiederveröffentlichung des Manifests, dass dieser Abschnitt „heute in vieler Beziehung anders lauten“ würde, auch aufgrund der veränderten gesellschaftlichen Realität. Dabei formulieren sie, dass „die Arbeiterklasse nicht die fertige Staatsmaschine einfach in Besitz nehmen und sie für ihre eigenen Zwecke in Bewegung setzen kann“. Für die Neubewertung spielte neben den fehlgeschlagenen Revolutionen von 1848 vor allem die Pariser Kommune von 1871 eine entscheidende Rolle. Friedrich Engels erklärte diese zwanzig Jahre später, 1891, zur Diktatur des Proletariats: „Der deutsche Philister ist neuerdings wieder in heilsamen Schrecken geraten bei dem Wort: Diktatur des Proletariats. Nun gut, ihr Herren, wollt ihr wissen, wie diese Diktatur aussieht? Seht euch die Pariser Kommune an. Das war die Diktatur des Proletariats“. Im Prozess der revolutionären proletarischen Klassenherrschaft wird die Staatsmacht nicht auf die Klasse des Proletariats übertragen, sondern der Staat als Instrument der Klassenherrschaft an sich aufgehoben, so war für Marx die Pariser Kommune „eine Revolution gegen den Staat selbst“. „Sie war nicht eine Revolution, um die Staatsmacht von einer Fraktion der herrschenden Klassen an die andere zu übertragen, sondern eine Revolution, um diese abscheuliche Maschine der Klassenherrschaft selbst zu zerbrechen.“ „Und was tat die Kommune, die der Mehrzahl nach aus ebendiesen Blanquisten bestand? In allen ihren Proklamationen an die Franzosen der Provinz forderte sie diese auf zu einer freien Föderation aller französischen Kommunen mit Paris, zu einer nationalen Organisation, die zum erstenmal wirklich durch die Nation selbst geschaffen werden sollte. Gerade die unterdrückende Macht der bisherigen zentralisierten Regierung, Armee, politische Polizei, Bürokratie, die Napoleon 1798 geschaffen und die seitdem jede neue Regierung als willkommnes Werkzeug übernommen und gegen ihre Gegner ausgenutzt hatte, gerade diese Macht sollte überall fallen, wie sie in Paris bereits gefallen war.“
Im Zeitraum nach der gescheiterten Pariser Kommune 1871, analysierten Marx und Engels die Situation und zogen ihre Schlüsse daraus. Marx und Engels traten, wie vorher, für die Erringung der politischen Macht durch die Arbeiterklasse ein, welche sich eben dazu in Arbeiterparteien organisieren müsse. Nun traten sie eben noch entschiedener dafür ein, so wurde innerhalb der Internationalen Arbeiterassoziation (IAA oder später „erste Internationale“, Londoner Konferenz vom 17. bis 23. September 1871 und Haager Kongress 2.–7. September 1872) auf ihr Betreiben hin eine von ihnen formulierte Resolution verabschiedet, die die Solidarität mit der Pariser Kommune bekundete und herausstellte, dass die „Konstituierung der Arbeiterklasse als politische Partei unerlässlich ist für den Triumph der sozialen Revolution und ihres Endzieles – der Abschaffung der Klassen“ sei. Daneben wurden später die Statuten um diesen Punkt, Konstituierung von Arbeiterparteien und die Eroberung der politischen Macht, ergänzt.
Zu der vom Generalrat einberufenen Tagung in London waren nur ausgewählte Sektionen vom Generalrat eingeladen worden. Die Anarchisten, etwa Bakunin, waren auf der Londoner Konferenz nicht anwesend, sie hätten gegen Marx abgestimmt. Dieser grundsätzliche Konflikt zwischen Marx und den Anarchisten führte schließlich auch zur Spaltung der IAA auf dem Haager Kongress 1872.

#### Die Rolle der Gewalt
Marx und Engels thematisierten auch die Rolle der Gewalt in Revolutionen, obwohl Revolutionen für sie nicht zwingenderweise mit Gewalt verbunden sein müssen, wie sie ebenfalls feststellten. Im Kapital benennt Marx die Gewalt als den „Geburtshelfer jeder alten Gesellschaft, die mit einer neuen schwanger geht“, die Gewalt selbst ist ein Ausdruck einer ökonomischen Potenz, in Anlehnung an das Konzept des Historischen Materialismus, nach dem die Entwicklung der ökonomischen Verhältnisse einer Gesellschaft entscheidend für ihre Entwicklung als Ganzes ist. Friedrich Engels formulierte in dem Artikel „Von der Autorität“ seine Vorstellung gesellschaftlicher Revolutionen in Abgrenzung zu den sogenannten antiautoritären Strömungen innerhalb der Arbeiterbewegung: „Haben diese Herren nie eine Revolution gesehen? Eine Revolution ist gewiß das autoritärste Ding, das es gibt; sie ist der Akt, durch den ein Teil der Bevölkerung dem anderen Teil seinen Willen vermittels Gewehren, Bajonetten und Kanonen, also mit denkbar autoritärsten Mitteln aufzwingt; und die siegreiche Partei muß, wenn sie nicht umsonst gekämpft haben will, dieser Herrschaft Dauer verleihen durch den Schrecken, den ihre Waffen den Reaktionären einflößen. Hätte die Pariser Kommune nur einen einzigen Tag Bestand gehabt, wenn sie sich gegenüber den Bourgeois nicht dieser Autorität des bewaffneten Volks bedient hätte? Kann man sie nicht, im Gegenteil, dafür tadeln, daß sie sich ihrer nicht umfassend genug bedient hat?“

#### Regierungsform der Diktatur des Proletariats
Marx und Engels hoben die politische Beteiligung des Volkes hervor, um die Klassengegensätze aufzuheben, so verschaffte nach Marx die Pariser Kommune „der Republik die Grundlage wirklich demokratischer Einrichtungen. Aber weder eine „wohlfeile Regierung“ noch die „wahre Republik“ [waren] ihr Endziel; beide ergaben sich nebenbei und von selbst.“ „Die große soziale Maßregel der Kommune war ihr eignes arbeitendes Dasein. Ihre besondern Maßregeln konnten nur die Richtung andeuten, in der eine Regierung des Volks durch das Volk sich bewegt.“ „Statt einmal in drei oder sechs Jahren zu entscheiden, welches Mitglied der herrschenden Klasse das Volk im Parlament ver- und zertreten soll, sollte das allgemeine Stimmrecht dem […] Volk dienen, wie das individuelle Stimmrecht jedem andern Arbeitgeber dazu dient, Arbeiter, Aufseher und Buchhalter in seinem Geschäft auszusuchen.“ Die gleiche Auffassung vertritt Engels in der historisch letzten belegbaren Nutzung des Begriffes von Marx und Engels. Dabei erwähnt er ebenfalls, unter welchen Bedingungen seiner Ansicht nach die Herrschaft der Arbeiterklasse in den kapitalistischen Gesellschaftsformationen Europas gegen Ende des 19. Jahrhunderts durchsetzbar ist: „Wenn etwas feststeht, so ist es dies, daß unsre Partei und die Arbeiterklasse nur zur Herrschaft kommen kann unter der Form der demokratischen Republik. Diese ist sogar die spezifische Form für die Diktatur des Proletariats, wie schon die große französische Revolution [Anm. die Pariser Kommune] gezeigt hat.“

#### Zum Begriff „Diktatur“
Marx und Engels nutzten den Begriff in vielfältiger Weise. Die Kleinstaaten Deutschlands standen unter der „Diktatur des Bundestags, d. h. Österreichs und Preußens“. Die Berliner Regierung stimmte einer „Franko-Russischen Diktatur“ zu. Ganz Europa war unter „Moskauer Diktatur“ oder es wurde Marx Redaktionsleitung in der Neuen Rheinischen Zeitung von Engels als diktatorisch bezeichnet. Der Begriff „Militärdiktatur“ wurde hingegen höchstwahrscheinlich ausschließlich negativ verwendet. Ebenfalls negativ verwendet wurde der Begriff „Diktator“ in journalistischer Arbeit gegen politische Gegner, auch wenn diese tatsächlich keine diktatorischen Vollmachten besaßen, zum Beispiel gegen Parnell, Bismarck, Lord Palmerston und andere. Überhaupt sah Marx in jeglicher Form bürgerlicher Herrschaft, auch in den parlamentarischen Demokratien, Diktaturen. So nannte er 1852 in seinem Achtzehnten Brumaire die Zweite Französische Republik nach der Niederschlagung des Juniaufstands 1848 etwa eine „Diktatur der reinen Bourgeois-Republikaner“.
Innerhalb der Arbeiterbewegung setzten sich Marx und Engels in diesem Sinne besonders mit Ferdinand Lassalle und Bakunin auseinander, die ihrer Meinung nach geheime Diktaturbestrebungen hegten. Mit Lassalle kam es zum Bruch, nachdem bekannt wurde, dass dieser mit Bismarck geheime Verhandlungen führte und für eine „soziale Diktatur“ unter Führung der Krone eintrat.

Mit dem Anarchisten Bakunin kam es innerhalb der Internationalen Arbeiterassoziation aufgrund grundsätzlicher politischer Differenzen zur Spaltung. Während Marx die Eroberung der politischen Macht für das Proletariat zur Pflicht erklärte und für eine straffere organisatorische Führung der Revolution („Partei der Arbeiterklasse“) unter zentralistischer Führung der Internationale eintrat, war Bakunin gemäß den Vorstellungen des Anarchismus für strikte Herrschaftslosigkeit: Die Abschaffung jeder staatlichen Institution und jeglicher Form von Führung durch eine Partei oder Klasse.

#### Zum Begriff „Diktatur des Proletariats“
Erstmals schriftliche Erwähnung findet eine „Klassendiktatur des Proletariats“ 1850 in Marx Schrift Die Klassenkämpfe in Frankreich 1848–1850. Dezidiert ausformuliert findet sich der Begriff Diktatur des Proletariats erstmals in dem Statut einer Organisation, der Marx und Engels um 1850 kurzzeitig angehörten. 1852 erwähnte Marx in einem Brief an Joseph Weydemeyer nochmals den Begriff der Diktatur des Proletariats. Dort hielt er ausschließlich fest, „daß diese Diktatur selbst nur den Übergang zur Aufhebung aller Klassen und zur klassenlosen Gesellschaft bildet“; dieser Brief wurde erstmals 1907 veröffentlicht. Während der Jahre 1871–1875 sind weitere Nutzungen des Begriffes dokumentiert. Dort orientierte sich der Begriff der Diktatur des Proletariats dann stark an der Pariser Kommune. In veröffentlichten Schriften trat der Begriff danach wieder um 1890 auf, wirkungsmächtig in der posthum von Engels herausgegebenen Schrift Marxens, der Kritik des Gothaer Programms von 1875, sowie der Einleitung Engels zu Der Bürgerkrieg in Frankreich. Hal Draper unterscheidet die Nutzung und Entwicklung des Begriffs demgemäß in drei Perioden, ähnlich verfährt auch Lenin in seiner Schrift Staat und Revolution. Laut dem Historiker Wilfried Nippel lässt sich nicht mehr definitiv klären, was Marx und Engels letztlich mit Diktatur des Proletariats meinten. Es seien „jeweils situationsbedingte apodiktische Stellungnahmen, zum Teil nur obiter dicta, die sich nicht zu einem einheitlichen Konzept über die Ausgestaltung und Dauer der Übergangsphase zur klassenlosen Gesellschaft fügen“.
Für Kurt Tucholsky ist die Diktatur des Proletariats „keine Phrase, sondern eine Selbstverständlichkeit“ handelt es sich dabei doch um die „Herrschaft der Arbeitenden über die anderen. Vor dem Wort Diktatur zurückzubeben, ist Unfug; wir haben heute eine klare und gern eingestandene Diktatur der Bourgeoisie“.
Dokumentierte Nutzungen des Begriffes Diktatur des Proletariats bei Marx und Engels:
1. Die post-revolutionäre Zeit 1850–1852 nach den 48er Revolutionen
- Marx, Die Klassenkämpfe in Frankreich 1848–1850, drei Erwähnungen, veröffentlicht Januar – März 1850 (lesen)
- Marx, Auseinandersetzung mit Lüning, „Neue Deutsche Zeitung“ vom 4. Juli 1850, verfasst Juni 1850 (lesen)
- Marx, Brief an Joseph Weydemeyer, datiert mit 5. März 1852 (lesen)
- Marx & Engels, Statut der Weltgesellschaft der revolutionären Kommunisten, April 1850 (lesen)

2. Die post-revolutionäre Zeit 1871–1875 nach der Pariser Kommune
- Marx, Rede zum 7. Jahrestag der IAA, erstes Treffen nach der Pariser Kommune,  25. September 1871 (Korrespondentenzitat) (lesen)
- Marx, Der politische Indifferentismus datiert mit Januar 1873 (lesen)
- Engels, Zur Wohnungsfrage, 3. Abschnitt, zwei Erwähnungen, 1872/73 (lesen)
- Engels, The Program of the Blanquist Fugitives from the Paris Commune, 26. Juni 1874 (lesen)
- Marx, Kritik des Gothaer Programms, verfasst von April bis Anfang Mai 1875, in kleinem Kreis veröffentlicht (lesen)

3. Die Wiedereinführung des Begriffes ab 1890 durch Engels nach Marx’ Tod
- Engels, Brief an Konrad Schmidt, datiert mit 27. Oktober 1890 (lesen)
- Kritik des Gothaer Programms veröffentlicht in „Die Neue Zeit“, Nr. 18, 1. Band, 1890–1891 (lesen)
- Engels, Einleitung zu Der Bürgerkrieg in Frankreich von Karl Marx, zwei Erwähnungen, datiert mit 18. März 1891 (lesen)
- Engels, Zur Kritik des sozialdemokratischen Programmentwurfs 1891 verfasst von 18-29. Juni 1891 (lesen)
- Engels, Gespräch mit A. M. Voden (unsicher)[44]

- Insgesamt: 13 | Marx: 7 | Engels: 7 | Mehrfachnennungen in Schriften einzeln gerechnet: 17 | Wortwörtliche Nutzungen des Begriffs insgesamt: 9
- Quellen: Zeitschriften: 7 ; private Briefe: 2 ; Von dritten Wiedergegeben: 2 ; Statuten: 1 ; Vorworte: 1

1. Als Zitate: Marx, Herr Vogt, zwei Erwähnungen (jedoch Zitate Vogts), Dezember 1860  (lesen)

### Begriffsauslegungen und Umsetzungen
Neben dem Werk von Marx und Engels bilden die theoretischen Ansätze Lenins und/oder die Entwicklung der russischen Revolution bis zum Ende der Sowjetunion Angelpunkte in der Rezeption und der theoretischen Auseinandersetzung mit dem Begriff und dem dahinterliegenden theoretischen Konzept.
Lenin charakterisierte die Diktatur des Proletariats als direkte Machtausübung der Massen „millionenfach demokratischer als die demokratischste bürgerliche Demokratie“. Sie würde in einer proletarischen Revolution errungen werden und als Stützpfeiler für die Errichtung einer sozialistischen Gesellschaft dienen. Noch unmittelbar vor der Revolution von 1917 definierte Lenin in Staat und Revolution die Diktatur des Proletariats als eine kurze Übergangsphase bis zum „Absterben des Staates“ nach der Weltrevolution. In der russischen Revolution waren die Räte (Sowjets) der Arbeiter, Bauern und Soldaten auch für kurze Zeit in einer solchen Situation. Allerdings wurde durch den Bürgerkrieg und Missernten eine zunehmende Zentralisierung vorgenommen, die schließlich ab 1923 als Sprungbrett für die erstarkende bürokratische Kaste unter Josef Stalin diente. 1918 schrieb Lenin in der Broschüre Die nächsten Aufgaben der Sowjetmacht, die Entwicklung in Russland seit 1917 bestätige in schlagender Weise Marx’ Aussagen von über die Notwendigkeit einer Diktatur des Proletariats:

„Es wäre […] die größte Dummheit und der unsinnigste Utopismus, wollte man annahmen, daß der Übergang vom Kapitalismus zum Sozialismus ohne Zwang und ohne Diktatur möglich sei.“

Die einzige Alternative zur Diktatur des Proletariats sei die „Diktatur Kornilows“. Zum einen würde die Bourgeoisie nämlich absehbar noch auf längere Zeit versuchen, die neuen Herrschaftsverhältnisse wieder rückgängig zu machen, zum anderen sei aber das durch den Weltkrieg verursachte Chaos die Gelingensbedingung der sozialistischen Revolution. Um Hooligans, Spekulanten und andere Profiteure eines solchen Chaos unter Kontrolle zu halten, brauche man „Zeit und eine eiserne Hand“.
Rosa Luxemburg kritisierte das leninsche Verständnis der Diktatur des Proletariats ebenso wie das Karl Kautskys. Während Lenin eine Diktatur nach bürgerlichem Muster propagiere, will Kautsky die Diktatur in der bürgerlichen Demokratie verwirklichen. Beide Sichtweisen bilden für sie gleich weit entfernte Pole von der Diktatur des Proletariats, nach Luxemburg bedarf es einer „sozialistischen Demokratie“ (Demokratischer Sozialismus). 

„Jawohl: Diktatur! Aber diese Diktatur besteht in der ART DER VERWENDUNG DER DEMOKRATIE, nicht in ihrer ABSCHAFFUNG, in energischen, entschlossenen Eingriffen in die wohlerworbenen Rechte und wirtschaftlichen Verhältnisse der bürgerlichen Gesellschaft, ohne welche sich die sozialistische Umwälzung nicht verwirklichen läßt.“

 Sie verstand die Diktatur des Proletariats, ihrem Wortursprung entsprechend, als „Diktatur der KLASSE, nicht einer Partei oder Clique, (…) d. h. in breitester Öffentlichkeit, unter tätigster ungehemmter Teilnahme der Volksmassen, in unbeschränkter Demokratie.“

### Kritik

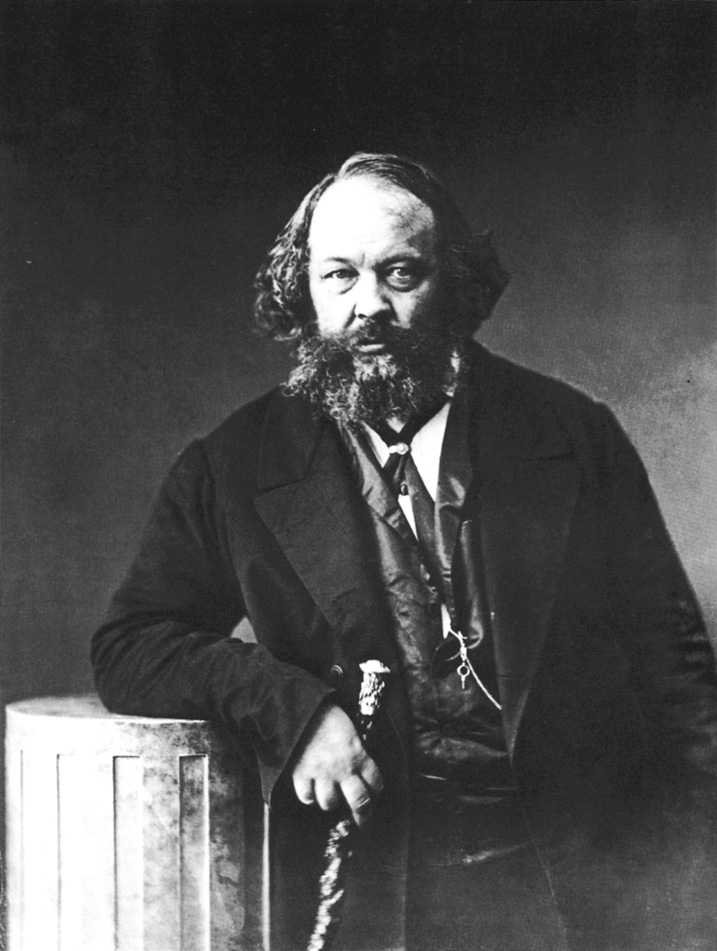
Michail Bakunin

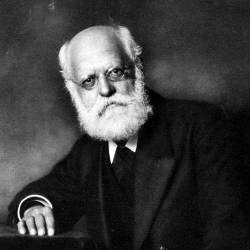
Karl Kautsky

Nach seinem von Marx betriebenen Ausschluss aus der Internationale (1872) formulierte Michail Bakunin in seiner Schrift Staatlichkeit und Anarchie unter anderem seine grundlegende Kritik am Konzept der „Diktatur des Proletariats“ wie ihren marxistischen Vertretern und stellte diesem sein Konzept einer nachrevolutionären Gesellschaft gegenüber. Für ihn ist die „Diktatur des Proletariats“ genauso eine Diktatur privilegierter Intellektueller, Herrschaft und somit Unfreiheit:

„Sie versichern, daß allein die Diktatur, natürlich die ihre, die Freiheit des Volks schaffen kann; wir dagegen behaupten, daß eine Diktatur kein anderes Ziel haben kann, als nur das eine, sich zu verewigen, und daß sie in dem Volk, das sie erträgt, nur Sklaverei zeugen und nähren kann.“

Die Revolution sollte nach Bakunin in keinem Fall das Werk einer Führerclique sein, dieser Idee setzte er ein spontanes und föderatives Konzept der Revolution entgegen. Bakunin trat für die Gründung von revolutionären, antistaatlichen Geheimgesellschaften ein („gemeinschaftliche Diktatur der geheimen Organisation“), die alle staatlichen Institutionen und sozialen Zwangsverhältnissen abschaffen und das entstehen jeder neuen Macht verhindern sollten. Danach würden sich die Kommunen von sich aus selbstorganisieren (siehe auch Anarchismus). Marx und Engels kritisierten Bakunins idealistische Sichtweise wie sein mangelndes Verständnis für die Notwendigkeit bürokratischer Belange in Industriegesellschaften.
Der sozialdemokratische Theoretiker Karl Kautsky kritisierte 1921 in seiner Schrift Von der Demokratie zur Staatssklaverei die sowjetrussische Praxis der Diktatur des Proletariats und den Roten Terror. Sie beriefe sich zu Unrecht auf die Pariser Kommune von 1871, und vor allem sei sie keine Klassendiktatur, sondern sie gestalte „sich klar und einfach, wenn man die Diktatur im herkömmlichen Sinne nimmt, als Diktatur einer Regierung.“ Zum Wesen der Diktatur gehöre stets ihr transitorischer Charakter, sie sei stets „nur als vorübergehendes Regime gedacht“. Die unbeschränkte Regierung Lenins und der Bolschewiki sei aber auf Dauer gestellt, weshalb man sie despotisch nennen solle. 1922 analysierte er in seiner Broschüre Die proletarische Revolution und ihr Programm Lenins Uminterpretation des marxschen Konzepts und seine Anwendung auf die russische vorindustrielle Gesellschaft als Degeneration:

„Das Proletariat hat die Diktatur. Was heißt das?  […] Eine unorganisierte Klasse kann eben keine Diktatur ausüben. […] Aber die Anarchie dieser Art von Diktatur bildet den Boden, aus dem eine Diktatur anderer Art erwuchs, die der Kommunistischen Partei, die in Wirklichkeit nichts anderes ist als die Diktatur ihrer Führer.“

## Bedeutung im Sowjetmarxismus
In der Sowjetunion (1922–1991) wurde der Begriff der Diktatur des Proletariats anfangs verwendet, um zu beschreiben, dass das Proletariat, geführt durch die Kommunistische Partei, durch den Staatsapparat die Verhältnisse beseitigt, die die Herrschaft der Minderheit über die Mehrheit bedingt. Also zum Beispiel die Verhältnisse zur Produktion von Gütern (Vgl. Produktionsverhältnisse). In diesem Sinne wurde dieses Herrschaftsverhältnis als ein demokratisches, und als ein Übergangsstadium verstanden. Folgend eine beispielhafte Formulierung der „Diktatur des Proletariats“ bei Josef Stalin (1878–1953):

„Die Partei ist die grundlegende führende Kraft im System der Diktatur des Proletariats. […]

1. die Autorität der Partei und die für die Diktatur des Proletariats notwendige eiserne Disziplin in der Arbeiterklasse beruhen nicht auf der Furcht oder den ‚unbeschränkten‘ Rechten der Partei, sondern auf dem Vertrauen der Arbeiterklasse zur Partei, auf der Unterstützung der Partei durch die Arbeiterklasse;

2. das Vertrauen der Arbeiterklasse zur Partei wird nicht auf einmal und nicht durch Gewaltanwendung gegenüber der Arbeiterklasse erworben, sondern durch langwierige Arbeit der Partei in den Massen, durch die richtige Politik der Partei, durch die Fähigkeit der Partei, die Massen von der Richtigkeit ihrer Politik anhand der eigenen Erfahrung der Massen zu überzeugen, durch die Fähigkeit der Partei, sich die Unterstützung der Arbeiterklasse zu sichern, die Massen der Arbeiterklasse zu führen;

3. ohne die richtige Politik der Partei, die durch die Erfahrung des Kampfes der Massen bekräftigt wird, und ohne das Vertrauen der Arbeiterklasse gibt es keine wirkliche Führung durch die Partei und kann es sie auch nicht geben;

4. die Partei und ihre Führung können – wenn die Partei das Vertrauen der Klasse genießt und wenn ihre Führung eine wirkliche Führung ist – nicht der Diktatur des Proletariats gegenübergestellt werden, denn ohne Führung durch die das Vertrauen der Arbeiterklasse genießende Partei („Diktatur“ der Partei) ist eine einigermaßen feste Diktatur des Proletariats unmöglich.“

Seit den 1930er Jahren verzichtete die Sowjetunion in ihrem öffentlichen Diskurs auf eine Selbstbeschreibung als Diktatur des Proletariats. Im Rahmen der Volksfrontstrategie der Komintern gegen den Nationalsozialismus wurde der Begriff der Diktatur nun mit negativer Konnotation verwandt, etwa in Georgi Dimitroffs bekannter Faschismusdefinition aus dem Jahr 1935. 1936 ließ Stalin eine neue Verfassung ausarbeiten, die formal demokratisch war und Menschen- und Bürgerrechte garantierte. Nach dieser Selbstinterpretation war die Sowjetunion, unbeschadet des kurz darauf einsetzenden Großen Terrors, keine Diktatur mehr. 1961 erklärte Nikita Chruschtschow, Erster Sekretär des ZK der KPdSU, die Sowjetunion habe sich von einer Diktatur des Proletariats zu einem „allgemeinem Volksstaat“ gewandelt. Die Sowjetische Verfassung von 1977 nannte die Diktatur des Proletariats dann nur noch in der Vergangenheitsform als Phase, die man überwunden habe: Nachdem ihre Aufgaben erfüllt worden seien, sei „der Sowjetstaat ein Staat des ganzen Volkes geworden“.

## Bedeutung im Realsozialismus
Im Zeichen des Kalten Krieges verzichteten die Staaten des Realsozialismus oft auf eine Selbstbeschreibung als Diktatur des Proletariats. Obwohl in allen ehemaligen Staaten des Ostblocks die führende Rolle der sozialistischen bzw. kommunistischen Partei der Arbeiterklasse verfassungsmäßig garantiert war und diese damit das Monopol der staatlichen Macht innehatte, bestand oft formell ein Mehrparteiensystem. Von Kritikern wurden und werden diese Staatsformen als (Partei-)Diktaturen bezeichnet. Der jugoslawische Regimekritiker Milovan Djilas attestierte den Volksdemokratien 1957 überdies „eine konstante Tendenz […], die oligarchische in eine persönliche Diktatur umzuwandeln“. Die DDR verstand sich 1989 als  „Sozialistischer Staat der Arbeiter und Bauern als eine Form der Diktatur des Proletariats“, welcher als Vorstufe der (freien) kommunistischen Gesellschaftsordnung galt. 1975 bezeichnete Erich Mielke, der Minister für Staatssicherheit der DDR, sein Ministerium als „spezielles Organ der Diktatur des Proletariats“.

## Bedeutung im Maoismus
Im Maoismus spielte die marxsche Vorstellung einer Diktatur des Proletariats zunächst keine Rolle, da in der Revolutionstheorie Mao Zedongs der Übergang zum Sozialismus nicht durch eine, sondern durch vier Klassen bewirkt werde: Neben den Arbeitern auch durch die Bauern, das städtische Kleinbürgertum und die „nationale Bourgeoisie“. Die durch sie gebildete Regierung wirke, wie Mao in einer Rede 1949 ausführte, als „Demokratie für das Volk und die Diktatur über die Reaktionäre“. Unter letztere rechnete er „Lakaien des Imperialismus […], die Grundherrenklasse und die bürokratische Bourgeoisie sowie ihre Repräsentanten, nämlich die Kuomintang-Reaktionäre und deren Helfershelfer“. Sie wurden dadurch aus dem „Volk“ ausgeschlossen, für sie galten keine Freiheitsrechte, vielmehr müsse man sie in ihre Schranken verweisen und bei Fehlverhalten gegebenenfalls bestrafen. Nach dem Großen Sprung nach vorn übernahm und verschärfte Mao aber Lenins Diktaturtheorie und betonte, dass die Diktatur des Proletariats „noch zehn Generationen aufrechterhalten werden“ müsse. Im Januar 1975 leitete Mao dann eine „Kampagne zum Studium der Theorie von der Diktatur des Proletariats“ ein, mit der die Gemäßigten innerhalb der KPCh, die privatwirtschaftliche Kleinproduktion zulassen wollten, ausgeschaltet werden sollten. Durch eine wahre Diktatur des Proletariats wollte Mao „die Muttermale“ der alten, vorrevolutionären Gesellschaft tilgen, das Waren- und das Lohnsystem. Die Kampagne wurde im September 1975 beendet.

## Bedeutung im Eurokommunismus
In den 1970er Jahren entfernten die eurokommunistischen Parteien Italiens, Spaniens und Frankreichs den Begriff der Diktatur des Proletariats aus ihren Parteiprogrammen. Die Eurokommunisten verneinten den internationalen Führungsanspruch der Kommunistischen Partei der Sowjetunion (KPdSU) über die anderen kommunistischen Parteien und proklamierten unter Verzicht auf die Parole der „Diktatur des Proletariats“ einen demokratischen Weg zum Sozialismus innerhalb der pluralistischen parlamentarischen Systeme Westeuropas. Étienne Balibar (* 1942) kritisierte den Verzicht auf den Begriff der Diktatur des Proletariats: Er sei zu bedeutend innerhalb der marxistischen Theorie. Grahame Lock umreißt den Ansatz in einem Vorwort zu Balibars Schrift wie folgt:

„No-one and nothing, not even the Congress of a Communist Party, can abolish the dictatorship of the proletariat. That is the most important conclusion of Etienne Balibar's book. The reason is that the dictatorship of the proletariat is not a policy or a strategy involving the establishment of a particular form of government or institutions but, on the contrary, an historical reality. More exactly, it is a reality which has its roots in capitalism itself, and which covers the whole of the transition period to communism, 'the reality of a historical tendency', a tendency which begins to develop within capitalism itself, in struggle against it. It is not 'one possible path of transition to socialism', a path which can or must be 'chosen' under certain historical conditions … but can be rejected for another, different 'choice', for the 'democratic' path, in politically and industrially 'advanced' Western Europe. It is not a matter of choice, a matter of policy: and it therefore cannot be 'abandoned', any more than the class struggle can be 'abandoned', except in words and at the cost of enormous confusion.“

## Bedeutung im KPD-Verbot/Deutscher Verfassungsschutz

### KPD-Verbot 1956
Mit Ausnahme der Ukraine im Jahr 2015 fand das einzige Verbot einer Kommunistischen Partei in einer bürgerlichen Demokratie Europas in der Bundesrepublik Deutschland statt. Nach Bestreben der westdeutschen Regierung unter Konrad Adenauer wurde 1951 ein Antrag auf Feststellung der Verfassungswidrigkeit der KPD an das Bundesverfassungsgericht gestellt, der nach über fünf Jahren mit einer Feststellung der Verfassungswidrigkeit endete. Nach einer ausführlichen Analyse der für das Verfahren als Einheit verstandenen bzw. interpretierten Theorien von Marx, Engels, Lenin, Stalin wurde geschlossen, ob diese als politische Handlungsbasis in Konflikt mit der verfassungsmäßigen Ordnung geraten. Dabei spielte die Diktatur des Proletariats in der Begründung des Urteils eine entscheidende Rolle, so hielt das Gericht fest: „In eine Formel zusammengefaßt würde … die aus der Lehre des Marxismus-Leninismus zu erschließende gesellschaftliche Entwicklung sein: Errichtung einer sozialistisch-kommunistischen Gesellschaftsordnung auf dem Wege über die proletarische Revolution und die Diktatur des Proletariats.“ „Wenn nun … das Gesamtziel ‚Sozialismus-Kommunismus auf dem Wege über proletarische Revolution und Diktatur des Proletariats‘ als politische Richtlinie klar und eindeutig ist, so lässt sich doch aus der grundsätzlichen Theorie nicht erkennen, welche Vorstellungen sich die KPD im Einzelnen darüber macht, wie das auf diesem Wege zunächst zu erreichende Teilziel, die Erringung der politischen Herrschaft der Arbeiterklasse, im gegebenen Staat erreicht werden soll, und wie der dann zunächst eintretende Zustand, die Diktatur des Proletariats, im Einzelnen aussieht. Es kommt also darauf an, Feststellungen darüber zu treffen, welche Mittel nach der marxistisch-leninistischen Theorie als unerlässlich für die Errichtung der Diktatur des Proletariats angesehen werden, welche Merkmale die ihr entsprechende Staatsordnung notwendig aufweist und welche Funktionen sie notwendig zu erfüllen hat. Erst diese Vorstellungen werden zureichende Schlüsse auf die grundsätzliche Einstellung der KPD zu der freiheitlichen demokratischen Grundordnung ermöglichen.“ Auf Basis der Werke Marx, Engels, Lenins und später Stalins, die sich die KPD als weltanschauliche Grundlage verlieh, wurde geschlossen: „Die Diktatur des Proletariats ist mit der freiheitlichen demokratischen Ordnung des Grundgesetzes unvereinbar. Beide Staatsordnungen schließen einander aus; es wäre nicht denkbar, den Wesenskern des Grundgesetzes aufrechtzuerhalten, wenn eine Staatsordnung errichtet würde, die die kennzeichnenden Merkmale der Diktatur des Proletariats trüge.“ Obwohl das Verbot noch Rechtswirksamkeit besitzt, findet es in der Rechtsprechung keine Anwendung mehr, was bedeutet, dass Parteien und Gruppen, die als Nachfolgeorganisation unter das Verbot fallen würden, geduldet werden.

### DKP
Die Deutsche Kommunistische Partei verzichtet seit ihrer Gründung, obwohl sich in der Tradition der KPD verstehend, auf das (Zwischen-)Ziel „Diktatur des Proletariats“. Stattdessen hat sie eine Strategie zum Erreichen einer Antimonopolistischen Demokratie entwickelt, in der, im Rahmen bestehender Gesetze, eine Überführung der Großkonzerne in öffentliches Eigentum möglich werden soll. Die Antimonopolistische Demokratie sei eine „Periode grundlegender Umgestaltungen“, in der die Arbeiterklasse und andere „demokratischen Kräfte“ gemeinsam über ausreichende parlamentarische Macht verfügen, um ihre Interessen durchzusetzen, auch als Ausgangspunkt für eine weitere sozialistische Entwicklung. Während dieses Konzept innerhalb der linken Sozialdemokratie (Stamokap-Flügel) Zustimmung fand, wurde und wird es von der Neuen Linken überwiegend als „reformistisch“ abgelehnt. Nicht-sozialistische politische Gruppen und der Verfassungsschutz halten diesen Ansatz dagegen für eine rein strategische Positionierung, um die Gefahr eines Parteienverbotes zu verringern.

### Begriffsnutzung im deutschen Bundesamt für Verfassungsschutz
Der Begriff „Diktatur des Proletariats“ wird gegenwärtig (2007) vom Bundesamt für Verfassungsschutz wie den Landesbehörden für Verfassungsschutz  weiterhin verwendet, um bestimmte verfassungsfeindliche Bestrebungen zu bezeichnen. So definiert der Verfassungsschutz das „Bekenntnis zur Diktatur des Proletariats“ als linksextremistisch, ebenso das „Bekenntnis zum Marxismus-Leninismus als ‚wissenschaftliche‘ Anleitung zum Handeln“, das „Bekenntnis zur sozialistischen oder kommunistischen Transformation der Gesellschaft mittels eines revolutionären Umsturzes oder langfristiger revolutionärer Veränderungen“ und das „Bekenntnis zur revolutionären Gewalt als bevorzugter oder, je nach den konkreten Bedingungen, taktisch einzusetzender Kampfform“. Linksextremistische Bestrebungen sind nach Definition des Verfassungsschutzes gegen die „Staats- und Gesellschaftsordnung der Bundesrepublik Deutschland“ gerichtet, an anderer Stelle werden „extremistische Bestrebungen“ als „Aktivitäten mit der Zielrichtung, die Grundwerte der freiheitlichen Demokratie zu beseitigen,“ bezeichnet.